# Cerisy-la-Salle
Cerisy-la-Salle è un comune francese di 1 052 abitanti situato nel dipartimento della Manica nella regione della Normandia.
È sede dei Colloqui di Cerisy-la-Salle, seminari internazionali di una certa rilevanza culturale.

## Società

### Evoluzione demografica
Abitanti censiti